# 로렌 우드랜드

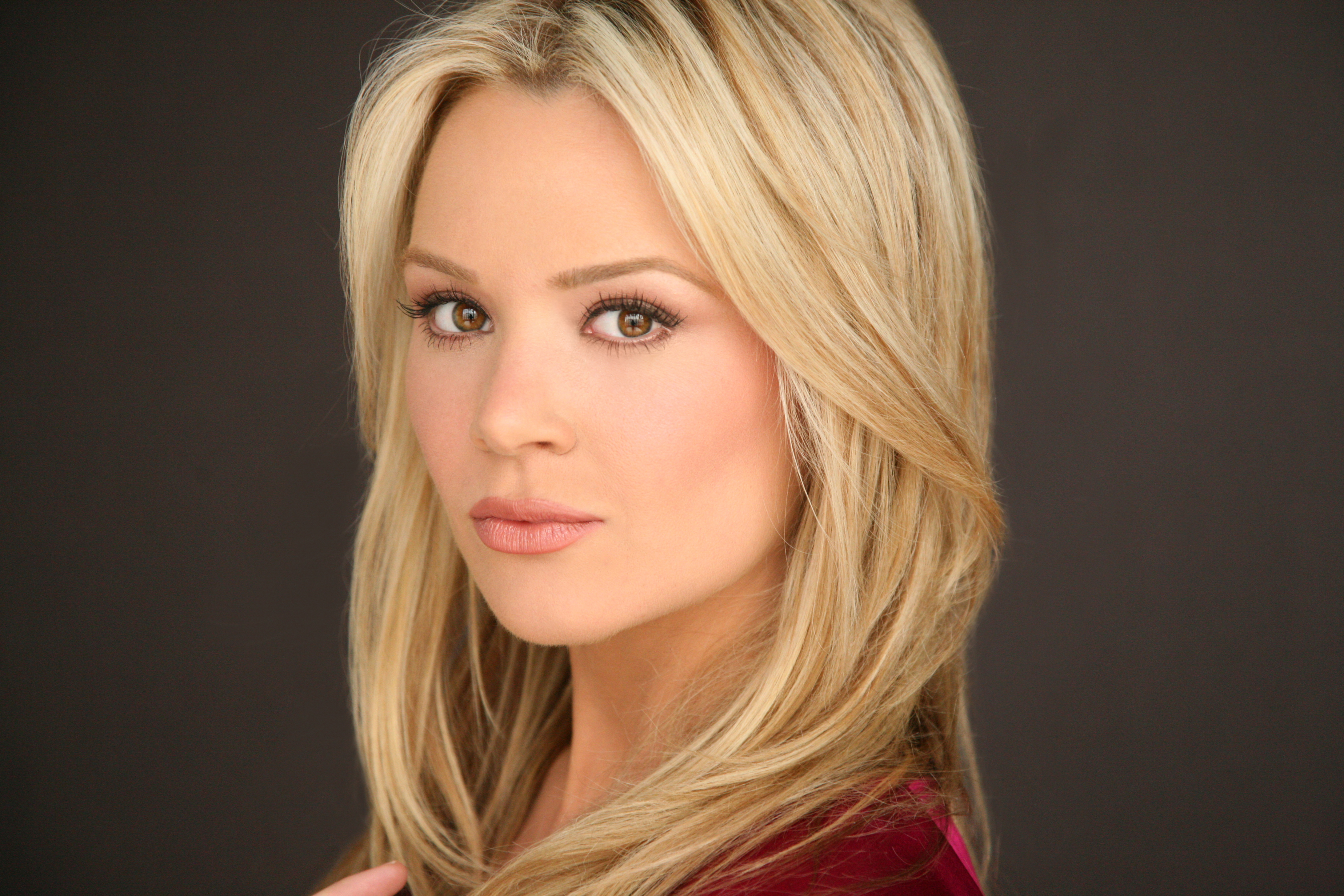

로렌 우드랜드(영어: Lauren Woodland, 1977년 10월 28일 ~ )는 미국의 배우, 변호사, 텔레비전 배우, 영화배우이다.
카슨시티에서 태어났다.

## 출연 작품

### 영화
- 에이리언 네이션 (1989, Alien Nation)
  - 에이리언 네이션 - 다크 레인져 (1994, Alien Nation: Dark Horizon)
  - 에이리언 네이션 - 씨크리트 웨폰 (1995, Alien Nation: Body and Soul)
  - 에이리언 네이션 - 밀레니엄 (1996, Alien Nation: Millennium)
  - 에이리언 네이션 - 에너미 위딘 (1996, Alien Nation: The Enemy Within)
  - 에이리언 네이션 - 우다라 유산 (1997, Alien Nation: The Udara Legacy)
- 작은 승리 (1990, When You Remember Me)
- 라스트 투 고 (1991, The Last to Go)
- 누명 (1991, Frame Up)
- 누명 2 (1992, Frame-Up II: The Cover-Up)
- 헬 하우스 - 지옥의 문 (2000, The Doorway)
- 뷰티풀 드리머 (2006, Beautiful Dreamer) - 레이첼 역

### 텔레비전
- 에이리언 네이션 - TV 시리즈 (1989-90, Alien Nation)
- 더 영 앤 더 레스트리스 (2000-01)